# Taurus Awards 2015
Die Taurus Awards 2015 waren die 14. Verleihung des Taurus Award, eine US-amerikanische Auszeichnung für Filmstunts, welche am 9. Mai 2015 erneut wie seit 2003 bei Paramount Pictures stattfanden.

## Verleihung
Als größter Gewinner ging die Filmproduktion The Return of the First Avenger aus der Verleihung hervor, die in sechs Kategorien nominiert wurde und in drei Kategorien Auszeichnungen erhielt. In der Kategorie Best Fight war der Film gleich zweimal nominiert.

## Gewinner und Nominierte
Der Taurus Award wird jährlich in wechselnden Kategorien vergeben. Im Jahr 2015 erfolgt die Verleihung in folgenden Kategorien.
Zeitleiste der Kategorien des Taurus Award
Die Auszeichnungen wurden in neun Kategorien verliehen, in denen insgesamt 21 verschiedene Filme nominiert wurden. Dabei wurde der Film The Return of the First Avenger mit sechs Nominierungen am häufigsten nominiert. Mit drei Auszeichnungen erhielt The Return of the First Avenger die meisten Taurus Awards. Bereits zum neunten Mal wurde die deutsche Actionserie Alarm für Cobra 11 – Die Autobahnpolizei in der Kategorie Bester Stunt in einem ausländischen Film nominiert und gewann.
Folgende Filme des Vorjahres wurden 2015 nominiert sowie mit dem Taurus Award ausgezeichnet.
| Kategorie (Englische Originalbezeichnung)                                 | Nominierte Filme (Gewinner fett markiert)                                                      |
| ------------------------------------------------------------------------- | ---------------------------------------------------------------------------------------------- |
| Beste Kampfszene (Best Fight)                                             | 300: Rise of an Empire                                                                         |
| Beste Kampfszene (Best Fight)                                             | Bang Bang                                                                                      |
| Beste Kampfszene (Best Fight)                                             | The Return of the First Avenger                                                                |
| Beste Kampfszene (Best Fight)                                             | The Return of the First Avenger                                                                |
| Beste Kampfszene (Best Fight)                                             | John Wick                                                                                      |
| Bester Stunt in der Höhe (Best High Work)                                 | 22 Jump Street                                                                                 |
| Bester Stunt in der Höhe (Best High Work)                                 | The Expendables 3                                                                              |
| Bester Stunt in der Höhe (Best High Work)                                 | Kick                                                                                           |
| Bester Stunt in der Höhe (Best High Work)                                 | Transformers: Ära des Untergangs                                                               |
| Bestes Stunt Rigging (Best Stunt Rigging)                                 | 22 Jump Street                                                                                 |
| Bestes Stunt Rigging (Best Stunt Rigging)                                 | The Return of the First Avenger                                                                |
| Bestes Stunt Rigging (Best Stunt Rigging)                                 | Kick                                                                                           |
| Bestes Stunt Rigging (Best Stunt Rigging)                                 | Transformers: Ära des Untergangs                                                               |
| Bestes Stunt Rigging (Best Stunt Rigging)                                 | X-Men: Zukunft ist Vergangenheit                                                               |
| Bester Fahrzeugstunt (Best Work With A Vehicle)                           | The Amazing Spiderman 2: Rise of Electro                                                       |
| Bester Fahrzeugstunt (Best Work With A Vehicle)                           | Bang Bang                                                                                      |
| Bester Fahrzeugstunt (Best Work With A Vehicle)                           | The Return of the First Avenger                                                                |
| Bester Fahrzeugstunt (Best Work With A Vehicle)                           | Need for Speed                                                                                 |
| Bester Fahrzeugstunt (Best Work With A Vehicle)                           | Nightcrawler                                                                                   |
| Bester Spezialstunt (Best Specialty Stunt)                                | Bang Bang                                                                                      |
| Bester Spezialstunt (Best Specialty Stunt)                                | Dumm und Dümmehr                                                                               |
| Bester Spezialstunt (Best Specialty Stunt)                                | Herz aus Stahl                                                                                 |
| Bester Spezialstunt (Best Specialty Stunt)                                | Need for Speed                                                                                 |
| Bester Spezialstunt (Best Specialty Stunt)                                | Pompeii                                                                                        |
| Härtester Schlag (Hardest Hit)                                            | 22 Jump Street                                                                                 |
| Härtester Schlag (Hardest Hit)                                            | 300: Rise of an Empire                                                                         |
| Härtester Schlag (Hardest Hit)                                            | The Return of the First Avenger                                                                |
| Härtester Schlag (Hardest Hit)                                            | Hercules                                                                                       |
| Härtester Schlag (Hardest Hit)                                            | X-Men: Zukunft ist Vergangenheit                                                               |
| Bester Stunt einer Frau (Best Overall Stunt By A Stunt Woman)             | Bang Bang                                                                                      |
| Bester Stunt einer Frau (Best Overall Stunt By A Stunt Woman)             | Need for Speed                                                                                 |
| Bester Stunt einer Frau (Best Overall Stunt By A Stunt Woman)             | Pompeii                                                                                        |
| Bester Stunt einer Frau (Best Overall Stunt By A Stunt Woman)             | The Sacrament                                                                                  |
| Bester Stunt einer Frau (Best Overall Stunt By A Stunt Woman)             | X-Men: Zukunft ist Vergangenheit                                                               |
| Bester Stuntkoordinator (Best Stunt Coordinator And/Or 2nd Unit Director) | The Amazing Spiderman 2: Rise of Electro                                                       |
| Bester Stuntkoordinator (Best Stunt Coordinator And/Or 2nd Unit Director) | The Return of the First Avenger                                                                |
| Bester Stuntkoordinator (Best Stunt Coordinator And/Or 2nd Unit Director) | John Wick                                                                                      |
| Bester Stuntkoordinator (Best Stunt Coordinator And/Or 2nd Unit Director) | Need for Speed                                                                                 |
| Bester Stuntkoordinator (Best Stunt Coordinator And/Or 2nd Unit Director) | X-Men: Zukunft ist Vergangenheit                                                               |
| Bester Stunt in einem ausländischen Film (Best Action In A Foreign Film)  | Alarm für Cobra 11 – Die Autobahnpolizei (Staffel 19, Folge 1: Die dunkle Seite) (Deutschland) |
| Bester Stunt in einem ausländischen Film (Best Action In A Foreign Film)  | Pi Zi Ying Xiong 2 (China)                                                                     |
| Bester Stunt in einem ausländischen Film (Best Action In A Foreign Film)  | Torrente 5 (Spanien)                                                                           |
| Bester Stunt in einem ausländischen Film (Best Action In A Foreign Film)  | Urban Games (China)                                                                            |